# 音楽図書館
音楽図書館（おんがくとしょかん）とは、専門図書館のひとつであり、楽譜、音楽書、レコードなど様々な音楽資料の収蔵、貸し出しなどを行っている図書館のことを指す。館によっては楽器などを収蔵している場合もあり博物館としての一面も持つ。
法律的には大学図書館または私立図書館であることが多い。

## 音楽図書館の機能
日本では音楽大学や団体が音楽図書館として音楽資料などを保管している場合がある。また、国立国会図書館では音楽資料を保管しており、一部音楽図書館としての機能を持つ。近年の新しいメディアの開発、普及に伴い録音資料及び映像資料を含め、非図書資料という名目で音楽図書館で扱うこともある。また、最近の傾向として資料の内容を問わず非図書資料をまとめ、視聴覚センターとして独立させることもある。

## 欧米の音楽図書館の例
欧米ではかつて音楽活動の中心であった修道院、教会、大学などが音楽図書館として写本や初期印刷楽譜、自筆譜などの原資料を保管している。(モンテ・カッシーノ修道院、オックスフォード大学などに存在する)

## 日本全国の音楽図書館
日本全国の音楽図書館については、音楽図書館協議会の会員一覧も参照の事。
- ヤマハ音楽振興会資料室（2011年運営終了）
- 愛知芸術文化センターアートライブラリー
- 芸団協芸能図書館（日本芸能実演家団体協議会）
- 民主音楽協会